# Данилов, Виталий Богданович
Вита́лий Богда́нович Дани́лов (укр. Віталій Богданович Данілов; род. 10 июня 1967, село Великий Александров, Виньковецкий район, Хмельницкая область, Украинская ССР, СССР) — бывший президент украинской Премьер-лиги. Был избран как исполняющий обязанности 27 мая 2008 года, когда владельцы 16 украинских топ-клубов заявили о начале работы Премьер-лиги. 1 июля 2009 года Виталий Данилов был избран президентом, а 1 декабря 2009 переизбран на этом посту в ходе внеочередных выборов.

## Образование
Образование высшее. 1999—2007 — Киевский национальный университет физического воспитания и спорта Украины, специальность «Теория и методика преподавания избранного вида спорта», квалификация «Преподаватель». 2002—2004 — Харьковский государственный экономический университет, специальность «Финансы», квалификация «Экономист».

## Карьера
- 1993 — менеджер украинско-литовско-гибралтарского СП «Либерти», с октября 1993-го — директор.
- 1995—2000 — директор ООО «Атлантик».
- 2000—2004 — заместитель председателя наблюдательного совета ОАО «Инновационно-промышленный банк», заместитель директора фирмы «Содружество». В 2001—2004 — президент Харьковского детско-юношеского спортивного клуба «Богатырь» (по совместительству).
- 2002—2006 — депутат Харьковского городского совета.
- Июль 2003 — декабрь 2004 — вице-президент ЗАО ФК «Металлист».
- Июль 2005 — октябрь 2007 — президент ФК «Харьков».
- 23 ноября 2007 — 12 декабря 2012 — народный депутат Украины VI созыва от Блока Юлии Тимошенко, № 105 в списке. Член Комитета по вопросам топливно-энергетического комплекса, ядерной политики и ядерной безопасности.
- Май 2008 — 29 февраля 2016 — президент Объединения профессиональных футбольных клубов Украины «Премьер-лига».
- 12 декабря 2012 — 27 ноября 2014 — народный депутат Украины VII созыва от партии Всеукраинское объединение «Батькивщина», № 57 в списке. Заместитель председателя Комитета по вопросам семьи, молодёжной политики, спорта и туризма.
- На выборах 2019 года прошёл в Верховную Раду под №16 по спискам партии «Батьківщина». Член комитета по вопросам правоохранительной деятельности. 25 ноября 2023 года подал запрос на составление депутатского мандата[1]. 8 декабря 2023 года лишён депутатского мандата[2].

## Награды и почётные звания
- 2005 — Орден «Св. Николая Чудотворца Украинской православной церкви Киевского Патриархата».
- 2006 — Орден «За заслуги» III степени[3].
- Мастер спорта по вольной борьбе.
- Президент Федерации вольной борьбы Харьковской области.
- Основатель Харьковского детско-юношеского спортивного клуба «Богатырь».
- Наградное оружие — пистолет «Форт-17» (25 апреля 2014)[4].